# Wolfgang Queisner
Wolfgang Martin Franz Queisner (* 7. Februar 1906 in Potsdam; † 6. August 1990 in Düsseldorf) war ein deutscher Offizier, zuletzt Brigadegeneral der Luftwaffe der Bundeswehr.

## Leben
Queisner, Sohn eines Oberst, trat am 1. April 1925 als Offizieranwärter in der 14./Infanterieregiment 6 in die Reichswehr ein. Im Juni und Juli 1925 absolvierte er die Fahnenjunkerprüfung und wurde im August 1925 zur 9./Infanterieregiment 6 sowie im November 1926 zurück zur 14./Infanterieregiment 6 versetzt. Von November 1926 bis Oktober 1927 besuchte er die Infanterieschule Dresden und wurde im Oktober 1928 zur 5./Infanterieregiment 6 versetzt, wo er zum 1. Februar 1929 zum Leutnant ernannt wurde. Im August 1930 wurde er als Zugführer zur 2./Infanterieregiment 6 versetzt.
Im Oktober 1933 trat Queisner zur Luftwaffe über, wurde am 1. April 1933 zum Oberleutnant ernannt und absolvierte bis Februar 1934 die Beobachterausbildung an der Beobachterschule Braunschweig. Am 1. Juli 1935 erfolgte die Ernennung zum Hauptmann, am 1. August 1940 zum Major, am 1. November 1942 zum Oberstleutnant und am 30. Januar 1945 zum Oberst.
In der Nachkriegszeit war Queisner Kranfahrer und als Personalbetreuer für deutsches Personal bei der Militärregierung in Hannover angestellt. Am 16. Mai 1951 trat er als Major in den Bundesgrenzschutz ein und wurde beim Grenzschutzkommando West in Bonn verwendet. Bereits im Oktober 1951 wechselte er jedoch ins Amt Blank, wo er bis Oktober 1955 tätig war.
Am 1. November 1955 trat Queisner in die Bundeswehr ein und war bis Januar 1961 G3, stellvertretender Befehlshaber und Chef des Stabes des Wehrbereichskommandos III in Düsseldorf. Im Februar 1962 wechselte er als Deutscher Bevollmächtigter Nord nach Mönchengladbach, wurde am 23. Mai 1962 mit Wirkung vom 1. März 1962 zum Brigadegeneral ernannt und mit Ablauf des März 1964 in den Ruhestand versetzt.

## Auszeichnungen
- Ehrenpokal für besondere Leistung im Luftkrieg (1943)
- Frontflugspange für Kampfflieger in Gold (1943)
- Verwundetenabzeichen in Schwarz (1939)
- Großes Verdienstkreuz des Verdienstordens der Bundesrepublik Deutschland (1964)